# 初夜權
初夜權（法語：Droit du seigneur），/ˈdrɑː də seɪˈnjɜːr/，法語發音：[dʁwa dy sɛɲœʁ]）一詞出現於中世紀的西歐，是指一地的領主具有和當地所有中下階層女性第一次性交的權利。
十九世記以來，學者多質疑此法律是否真的曾經存在或執行過。雖然有許多文學作品提及此事，但許多學者認為這只是故事中用來醜化當權者的一種表現手法。

## 術語差異

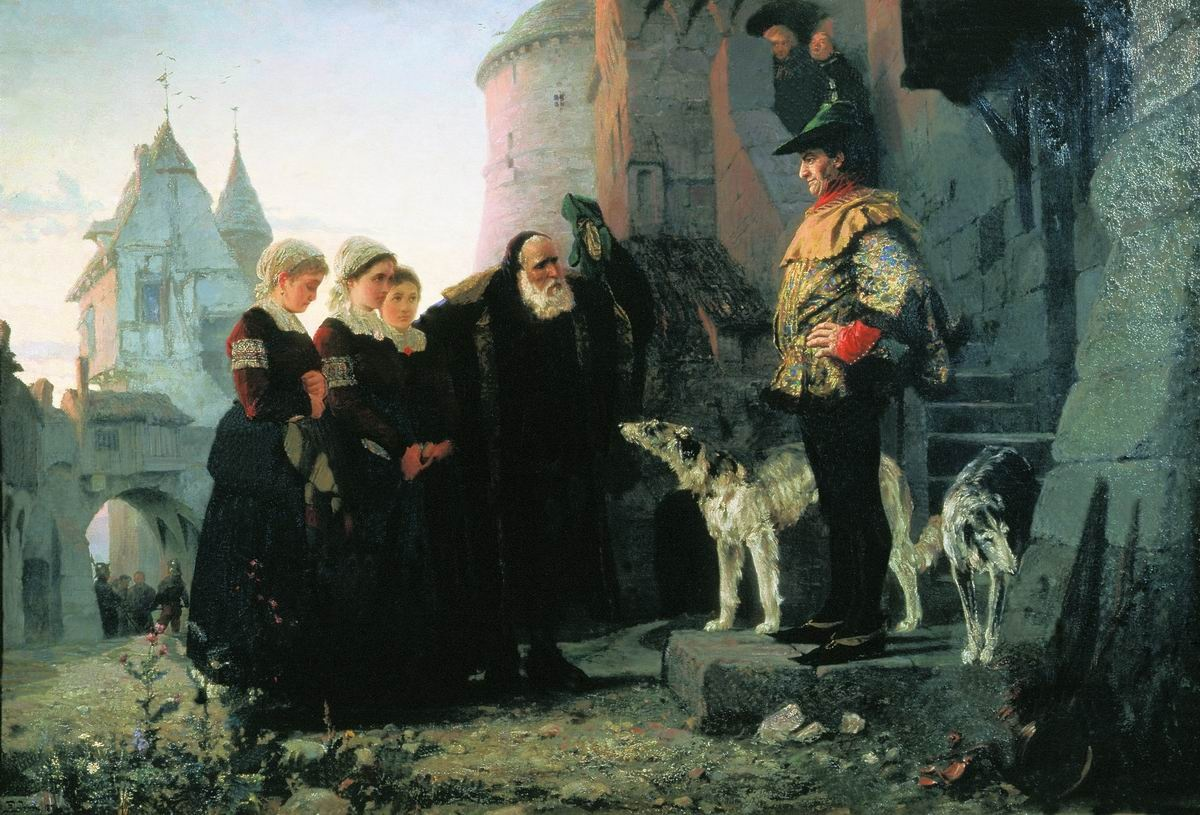
瓦西里·波列諾夫：《Le droit du Seigneur》（1874）
一位維多利亞時代的藝術家的繪畫，一個老人把他年幼的女兒帶給他們的封建領主。

法語用詞「Droit du seigneur」大致可以翻譯為「領主的權利」，但在提到這種權利的行使時，法國本土則偏愛用「droit de jambage」（「腿的權利」）或是「droit de cuissage」（「大腿的權利」）。這個詞通常被用來與拉丁語中的「jus primae noctis（/dʒʌs ˈprʌmiː ˈnɒktɪs/，初夜權）」當作同義詞。
20世纪后，成为汉语词汇，中国知识分子用以描述蘇北魯南地區地主阶级对佃户拥有的性权利。

## 歷史

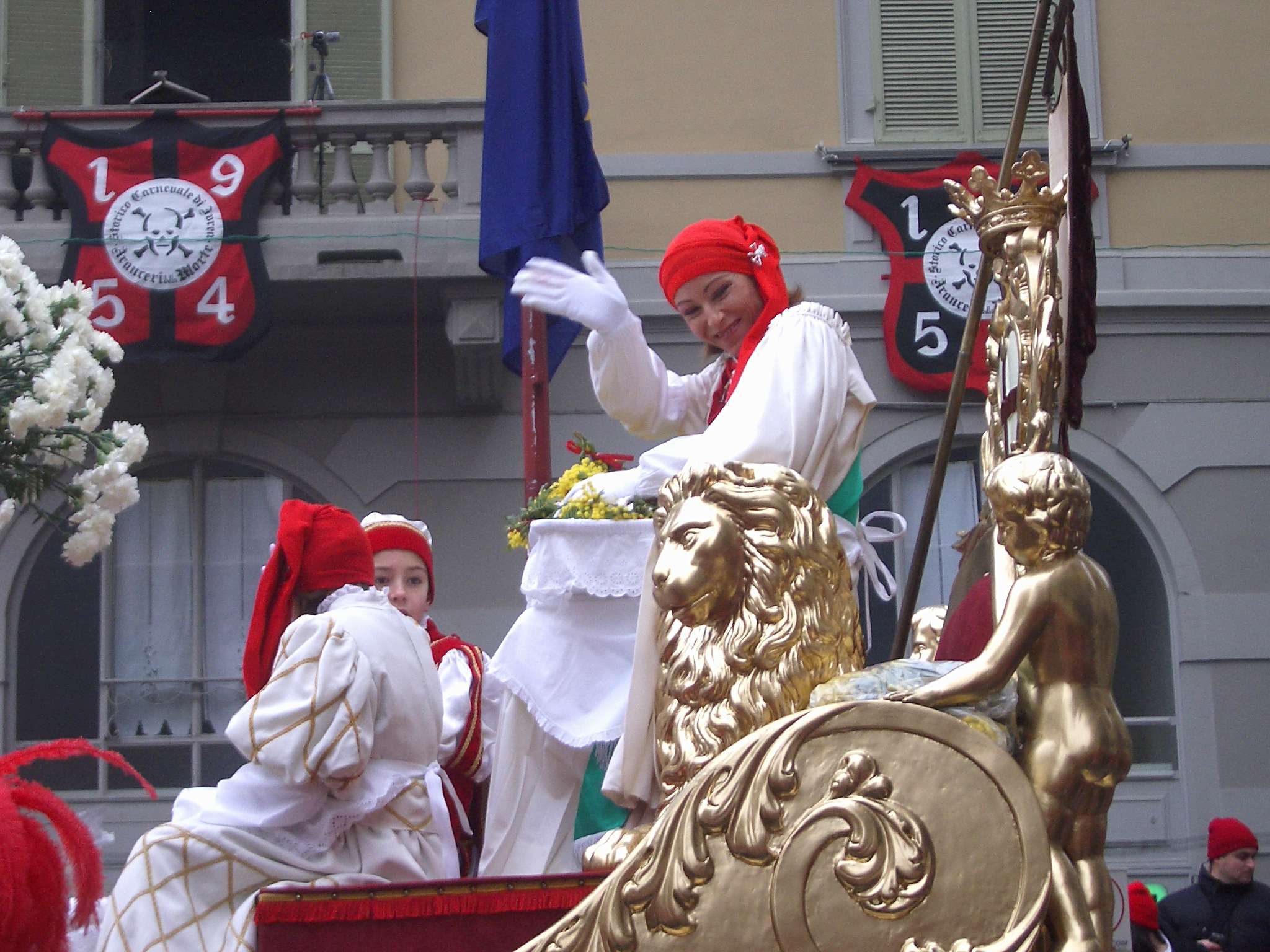
義大利伊夫雷亞的「柳橙大戰」遊行，原因就和初夜權有關

這種習俗的來源無從考證，但希羅多德的讀者可以發現在遙遠的古利比亞部落「Adyrmachidae」中可能有類似的傳統習俗，希羅多德則認為這是獨特的：「他們也是擁有把即將成為新娘的女人上呈給國王的這一習俗的唯一一個部落，而國王可能會選擇他所中意的。」
早期提到這個權利是在西元1556年，被用在法國律師兼作家讓·帕蓬（Jean Papon，1505-1590）的作品中作社會批判之用。在伏爾泰在他的作品「哲學字典」中接受其為歷史事實後才獲得廣泛流通，很快地，這個詞變得經常使用，尤其是在諷刺上。保羅·曼特加札（Paolo Mantegazza）在他西元1935年的書「人類的兩性關係（The Sexual Relations of Mankind）」中陳述了這一信念，即是就算這種權利並非法律，但可能是最具約束力的習俗。
在十九世紀，許多法國人相信在舊制度的法國存在一些不道德的權利，諸如「droit de cuissage（droit du seigneur），初夜權」、「droit de ravage（破壞權，給予領主破壞自己領地的權利）」、「droit de prélassement（橫躺權，據說領主有權將農奴開腸破肚以溫暖他的腳）」。
直到二十世紀初，西亞美尼亞的庫德人頭領（khafirs）仍保留與亞美尼亞新娘在結婚當天夜晚性交的權利。

## 其他地方
在女真人推翻契丹統治者之前，已婚的女真婦女和女童被遼朝派出契丹使節（銀牌天使）強姦，這是一種習俗，引起了女真人對契丹的不滿（早期的契丹使節只要求未婚女子陪睡）。直到契丹逼迫女真的貴族放棄自己美麗的妻子作為妓女給契丹使者的時候，這才激起了女真人的不滿和憤怒。一位歷史學家推測，這可能意味著在女真人只有上層階級中，丈夫才擁有已婚妻子的權利，而在下層女真階級中，未婚女童和與契丹人的性行為並不重要，也不會妨礙她們以後的婚姻。在漢人看來，女真人的性生活和道德習慣鬆懈，例如與繼子結婚，這是中國的“十惡”之一。
在西夏，甘州回鶻婦女在年滿30歲後，才可以嫁給自己的同族男性（而在與多名漢族男子有關係之後，稱為度種）。馬可波羅還報告說，在哈密，主人將女性親屬、姐妹、女兒和妻子送給家中過夜的客人。党項人也從事這種賣淫。
柬埔寨古代稱之為陣毯，緬甸阿利僧派曾有此風俗。
美國奴隸制度時期亦有白人地主與黑奴婦女過夜的習慣。最廣為人知的是美國總統托马斯·杰斐逊和他的女黑奴莎莉·海明斯。
該術語也被用來描述美國對殖民地奴隸的性剝削。
在現代，扎伊爾總統蒙博托·塞塞·塞科在全國各地巡視時挪用這種權利，當地酋長向他提供處女，這個行為被認為是處女家庭的一大榮譽。

## 辯証
在1884年出版的《家庭、私有制和国家的起源》中，恩格斯认为初夜权是现实存在且有人类学根据的。
現代法國史學家阿蘭·布萊的考據認為歐洲多數地方的初夜權是種都市傳說，而非實質的法律或習俗。在一些封建制地區中，少女結婚須得到其居住地領主的允許，這通常需要繳付一筆稅金，作為對年輕女性離開領主土地的補償。有些城市則是必須交上稅款，才允許新郎新娘兩人結婚登記。一些地方的基督教會也要新婚夫婦先繳付香火錢才允許証婚，甚至是不繳錢就不允許結婚。這讓人覺得似乎是「用錢贖了新娘的初夜」。是故這也使得初夜權的傳說加上了一些基礎。
中國史家張宏杰論證：羅馬教會統治之下，童貞、一夫一妻非常重要，連國王都無法隨意離婚再娶，領主怎麼可能制定初夜權來觸怒教會？故初夜權僅為一傳說，在西方不曾真正實行。

## 流行文化
由梅爾·吉勃遜執導與主演的電影《英雄本色》引用了這個傳說。《复仇者联盟2：奥创纪元》也引用了这个‘初夜权’这个词。